# Liste von Autoren/I

## I
Yi I (1536–1584)

## Ia
Iacopone da Todi (1230/36–1306)
Karl Iagnemma (1972)
Iambulos

## Ib
Alfred Ibach (1902–1948)
Jorge Ibargüengoitia (1928–1983)
Eva Ibbotson (1925–2010)
Muhammad ibn Ammar (1031–1086)
Ibn Battuta (1304–1368)
Abbas Ibn Firnas (-888)
Usama Ibn Munqidh (1095–1188)
Ahmad ibn Abdallah ibn Zaidun (1003–1071)
Henrik Ibsen (1828–1906)
Ibuse Masuji (1898–1993)
Ibykos (um 530 v. Chr.)

## Ic
Jorge Icaza (1906–1978)
Iceberg Slim (1918–1992)

## Id
Robert Ide (1975)
Wilhelm Ide (1887–1963)
Wilhelm Idel (1849–1927)
Peter Iden (1938)
Eric Idle (1943)
Yusuf Idris (1927–1991)
Annika Idström (1947–2011)
Zygmunt Idzikowski (1884–1911)

## Ig
Jayne-Ann Igel (1954)
Pelle Igel (1905–1981)
Conn Iggulden (1971)

## Ih
Ihara Saikaku (1642–1693)
Kurt Ihlenfeld (1901–1972)

## Ik
Daisaku Ikeda (1928–2023)
Alexander Ikonnikow (1974)

## Il
Il-yeon (1206–1289)
Greg Iles (1960–2025)
Ilja Arnoldowitsch Ilf (1897–1937)
Paul Ilg (1875–1957)
Pedro Reinhold Ilgen (1869–1920)
Attila İlhan (1925–2005)
Iwan Alexandrowitsch Iljin (1883–1954)
Eduard Ille (1823–1900)
Luigi Illica (1857–1919)
Florian Illies (1971)
Heribert Illig (1947)
Johann Karl Wilhelm Illiger (1775–1813)
Theodor Illion (1898–1984)

## Im
Gerd Imbsweiler (1941–2013)
Anatols Imermanis (1914–1998)
Al Imfeld (1935–2017)
Karl Imfeld (1931–2020)
Pierre Imhasly (1939–2017)
Kurt Imhof (1956–2015)
Immanuel ha-Romi (um 1261 – um 1335)
Carl Leberecht Immermann (1796–1840)
Christian Immler (* 1964)

## In
Wera Michailowna Inber (1890–1972)
Steve Ince
Thomas Harper Ince (1882–1924)
Elizabeth Inchbald (1753–1821)
Hans-Ulrich Indenmaur
Arnaldur Indriðason (1961)
Laura Ingalls Wilder (1867–1957)
William Inge (1913–1973)
Jean Ingelow (1820–1897)
Bernhard Severin Ingemann (1789–1862)
Marcus Ingendaay (1958)
Paul Ingendaay (1961)
Karlheinz Ingenkamp (1925–2015)
Meinrad Inglin (1893–1971)
Felix Philipp Ingold (1942)
Viktor Arnar Ingólfsson (1955)
Anton Ingolič (1907–1992)
J. H. Ingraham (1809–1860)
Lotte Ingrisch (1930–2022)
Simon Ings (1965)
Helge Ingstad (1899–2001)
Frid Ingulstad (1935)
Dimiter Inkiow (1932–2006)
Bill Inmon (1945)
Franz Innerhofer (1944–2002)
Hammond Innes (1906–1994)
Michael Innes (1907–1991)
Inoue Hisashi (1934–2010)
Nobutaka Inoue (1948)
Yasushi Inoue (1907–1991)
Bożena Intrator (1964)

## Io
Ion von Chios (480 v. Chr. – 423/22 v. Chr. oder 422/421 v. Chr.)
Eugène Ionesco (1912–1994)
Dschaba Iosseliani (1926–2003)

## Ip
Josef Ippers (1932–1989)
Zehra İpşiroğlu (1948)

## Iq
Muhammad Iqbal (1877–1938)

## Ir
Faruk İremet (1965)
Valentin Iremonger (1918–1991)
Christoph Irenäus (um 1522–um 1595)
Franciscus Irenicus (1494/1495–1553)
Margrit Irgang (1948)
Lothar Irle (1905–1974)
Thilo Irmisch (1816–1879)
Ian Irvine (1950)
John Irving (1942)
Washington Irving (1783–1859)
Karol Irzykowski (1873–1944)

## Is
Jorge Isaacs (1837–1895)
Isabelle d’Orléans-Bragance (1911–2003)
Antonije Isaković (1923–2002)
Jógvan Isaksen (1950)
Ralf Isau (1956)
Richard Isay (1934–2012)
Ise (um 875–938)
Moses Isegawa (1963)
Hermann Iseke (1857–1907)
Dorothea Iser (1946)
Hamzah al-Isfahani (-961)
Ali al Isfahani (897–967)
Ayaz İshaki (1878–1954)
Christopher Isherwood (1904–1986)
Ishigaki Rin (1920–2004)
Kazuo Ishiguro (1954)
Shintarō Ishihara (1932–2022)
Isidor von Sevilla (um 560–636)
José Francisco de Isla (1703–1781)
Kazi Nazrul Islam (1899–1976)
Alan Isler (1934–2010)
Ursula Isler (1923–2007)
Isokrates (436 v. Chr.-338 v. Chr.)
Isidore Isou (1925–2007)
Roman Israel (1979)
Otmar Issing (1936)
Panait Istrati (1884–1935)
Dora d’Istria (1828–1882)
Isyllos

## It
Rolf Italiaander (1913–1991)
Frances Itani (* 1942)
Joseph Albrecht von Ittner (1754–1825)
Karl Itzinger (1888–1948)

## Iu
Gaius Iulius Caesar Strabo Vopiscus (um 130 v. Chr.-87 v. Chr.)

## Iv
Jurga Ivanauskaitė (1961–2007)
Vintilă Ivănceanu (1940–2008)
Ivan Ivanji (1929–2024)
Ivar Ivask (1927–1992)
Marius Ivaškevičius (* 1973)
Rada Iveković (* 1945)
Burl Ives (1909–1995)
George Cecil Ives (1867–1950)
Paul d’Ivoi (1856–1915)

## Iw
Konstantin Iwanow (1890–1915)
Wsewolod Wjatscheslawowitsch Iwanow (1895–1963)
Jarosław Iwaszkiewicz (1894–1980)
Michael K. Iwoleit (1962)

## Iy
Festus Iyayi (1947–2013)

## Iz
Boris Izaguirre (1965)
Andreas Izquierdo (1968)
Jean-Claude Izzo (1945–2000)